# Херман VII фон Баден
Херман VII фон Баден (на немски: Hermann VII fon Baden, der Wecker; * 1266; † 12 юли 1291) е от 1288 до 1291 г. маркграф на Маркграфство Баден.

## Живот
Той е най-големият син на маркграф Рудолф I фон Баден (* 1230, † 19 ноември 1288) и Кунигунда фон Еберщайн (* 1230, † 12 април 1284/1290), дъщеря на граф Ото фон Еберщайн.
През 1291 г. маркграф Херман VII фон Баден получава собствености от манастир Вайсенбург в Елзас с Битигхайм.
Херман VII е погребан в манастир Лихтентал.

## Фамилия
Херман VII се жени преди 6 октомври 1278 г. за Агнес фон Труендинген († сл. 1309), дъщеря на граф Фридрих I фон Труендинген († 1274) и втората му съпруга Маргарета фон Андекс-Мерания († 1271). Двамата имат децата:
- Фридрих II († 22 юни 1333), маркграф на Баден
- Рудолф IV († 25 юни 1348), маркграф на Баден
- Херман VIII († 1296), маркграф на Баден
- Юта († 1327)